# Iseza iseza
Iseza iseza är en insektsart som beskrevs av Irena Dworakowska 1981. Iseza iseza ingår i släktet Iseza och familjen dvärgstritar. Inga underarter finns listade i Catalogue of Life.